# RWD-16 bis
RWD-16 bis – polski samolot turystyczno-sportowy z wytwórni DWL w Warszawie, konstrukcji inż. Andrzeja Anczutina i współpracującego z nim inż. Tadeusza Chylińskiego, oparty na konstrukcji RWD-16. Wersją rozwojową samolotu był RWD-21.

## Historia
Na bazie eksperymentalnego RWD-16 powstała na przełomie lat 1937/1938 konstrukcja taniego samolotu dla turystyki lotniczej, która dzięki kolejnym polskim zwycięstwom w zawodach Challange zaczęła zyskiwać na popularności. W nowej konstrukcji postawiono na dobre własności pilotażowe, większą prędkość oraz wyższy komfort kabiny. Z założenia miał to być też samolot tani – z silnikiem jego cena miała nie przekroczyć 17 000 zł. Prace nad nową konstrukcją przeciągały się w czasie, zespół konstrukcyjny pracował nad nią dwa lata.
Prototyp, o znakach rejestracyjnych SP-BNM, oblatany został pod koniec czerwca 1938 roku na Okęciu przez Eugeniusza Przysieckiego. Próby wykazały niewystarczającą sterowność kierunkową samolotu, co wymusiło zmianę kształtu statecznika pionowego. Już w listopadzie tego samego roku powstał drugi egzemplarz o nr. rej. SP-BPC, o nieco zmienionym kształcie okien kabiny. Obydwa egzemplarze napędzane były silnikiem Avia 3 o mocy 44 kW (60 KM), w egzemplarzach seryjnych montowano silniki Walter Mikron II o tej samej mocy. 
Latem 1938 roku inż. Andrzej Anczutin i Tadeusz Chyliński dostosowali RWD-16 bis do zabudowy mocniejszego silnika Cirrus Minor o mocy 66 kW (90 KM). Płatowiec ten otrzymał nowe oznaczenie RWD-21.
RWD-16 bis został publicznie zaprezentowany na Okęciu 14 stycznia 1939 roku, samolot pokazano w locie oraz na ziemi. Nowa konstrukcja wzbudziła zainteresowanie Ligi Obrony Powietrznej i Przeciwgazowej. Instytut Techniczny Lotnictwa pod koniec stycznia wydał pozytywną opinię o samolocie co spowodowało zamówienie przez LOPP w DWL 20 egzemplarzy tego samolotu. Przyszli właściciele mieli zagwarantowane duże zniżki przy zakupie samolotu. Cena samolotu z silnikiem wynosiła 18 000 zł, ale LOPP sprzedawał go za 9500 zł. Stanowiło to równowartość dwóch samochodów Fiat. Właściciel samolotu bezpłatnie wypożyczał od LOPP silnik, otrzymywał 20% rabatu na płatowiec a reszta płatności była rozłożona na korzystne raty. Osoby nieposiadające licencji pilota mogły bezpłatnie odbyć kurs pilotażu. Oceniano, że żywotność płatowca wynosi ok. 1500 godzin nalotu, co 500 godzin konieczny był przegląd. Koszt godziny lotu szacowano na 38 zł, a przelotu na odcinku 100 km na 26 zł. Oceniano, że podróżowanie RWD-16 bis jest ekonomiczniejsze niż podróżowanie samochodem.
Samolot (korzystne warunki zakupu) wzbudził duże zainteresowanie wśród nabywców. Zamówienia na RWD-16 bis złożyła dr inż. Jadwiga Pitulanka z Aeroklubu Krakowskiego, dr Świętosław Baley z Dubna, H. Hoffman z Warszawy, łódzki przemysłowiec Andrzej Sobczyk oraz właściciel majątku Stemplew Jerzy Gerlicz. Jerzy Gerlicz w momencie wybuchu II wojny światowej, jako ppor. rez. pil. udał się na wojnę swoim samolotem. Był dowódcą 5 plutonu łącznikowego Armii Karpaty.
Nieznana jest dokładna liczba wyprodukowanych samolotów, najprawdopodobniej żaden z nich nie został ewakuowany w momencie wybuchu II wojny światowej we wrześniu 1939 roku.

## Konstrukcja
Dwumiejscowy samolot sportowo-turystyczny o konstrukcji drewnianej w układzie wolnonośnego dolnopłata.
Kadłub o przekroju prostokątnym, konstrukcji półskorupowej z pracującym pokryciem z sklejki brzozowej. Osłona silnika była wykonana z blachy aluminiowej. Kabina załogi, z miejscami obok siebie, była oddzielona od silnika przegrodą ogniową z blachy stalowej. Wejście do kabiny było możliwe z obu stron. Załoga zajmowała miejsca na wspólnej, niedzielonej kanapie. Tablica przyrządów, rozdwojony drążek sterowy i dwie pary pedałów umożliwiały pilotowanie samolotu przez każdego z członków załogi. Za miejscem załogi był umiejscowiony bagażnik, dostępny podczas lotu. Statecznik pionowy stanowił integralną część kadłuba. 
Płat jednoczęściowy o obrysie trapezowym, dwudźwigarowy, kryty sklejką do pierwszego dźwigara, pozostała część płótnem. Wyposażony w lotki szczelinowe i klapy, napęd lotek linkowo-popychaczowy. W płacie, pod kanapą załogi, mieścił się zbiornik paliwa. 
Usterzenie poziome dwudzielne, wolnonośne, jednodźwigarowe, o konstrukcji drewnianej. Stateczniki kryte sklejką a stery płótnem. Napęd sterów linkowy. 
Podwozie stałe, trójpunktowe z płozą ogonową wykonaną ze stali resorowej. Podwozie główne jednogoleniowe z kołami Dunlop o wymiarach 415 x 155 mm, wyposażone w hamulce i amortyzowane amortyzatorami olejowo-powietrznymi polskiej firmy Avia. Koła osłonięte oprofilowanymi owiewkami z blachy duraluminiowej. 
Napęd prototypów stanowił czterocylindrowy, rzędowy, odwrócony, chłodzony powietrzem polski silnik Avia 3, do napędu samolotów seryjnych przewidziano silnik Walter Mikron II. Obydwa silniki miały moc 60 KM. 